# Fabian Böke
Fabian Böke (* 27. März 1986 in Bückeburg) ist ein ehemaliger deutscher Basketballspieler. Der 2,08 m große Power Forward spielte im Laufe seiner Karriere unter anderem in der 2. Bundesliga, in der US-Collegeliga NCAA und war Kadermitglied der deutschen A2-Nationalmannschaft.

## Karriere
Böke wuchs in der Stadt Halstenbek in Schleswig-Holstein auf und begann im Alter von zwölf Jahren in der Jugend des SC Rist Wedel mit dem Basketball. Spätere Stationen im Nachwuchsbereich waren VfL Pinneberg und BC Hamburg, wo ihm 2003/04 der Sprung in den Kader der Regionalliga-Herrenmannschaft glückte. 2004 nahm er mit der deutschen U18-Nationalmannschaft am Albert-Schweitzer-Turnier in Mannheim teil und wechselte danach ans Basketballinternat Urspringschule. Dort wurde er von Ralph Junge gefördert und spielte für Ursprings Partnerverein TSG Ehingen in der 2. Basketball-Bundesliga.
In den Jahren 2004, 2005 und 2006 gehörte Böke zum Aufgebot der deutschen U20-Nationalmannschaft und 2007 zum Kader der A2-Nationalmannschaft.
2007 ging er mit einem Vollstipendium an die Washington State University. Zu seinen Mannschaftskollegen gehörten dort unter anderem die späteren NBA-Spieler Klay Thompson und Aron Baynes. Aufgrund von Verletzungsproblem bestritt Böke lediglich drei Spiele für „WSU“, schloss aber ein Bachelor-Studium der Kommunikationswissenschaften ab.
Er kehrte nach Deutschland zurück und schloss sich im Dezember 2010 wieder der Ehinger Mannschaft an, mit der er im Frühjahr 2011 den Meistertitel in der 2. Bundesliga ProB errang.
2012 wechselte Böke zurück zu Rist Wedel und war bis zu seinem Karriereende 2015 Leistungsträger. In der Saison 2014/15 kam er mit den Norddeutschen ins Finale der ProB und verlor dort gegen Oldenburg.